# Hipònoe
Hipònoe (en grec antic Ἱππονόη) va ser, segons la mitologia grega, una de les cinquanta Nereides, filla de Nereu, un déu marí fill de Pontos, i de Doris, una nimfa filla d'Oceà i de Tetis.
La mencionen Hesíode que diu que tenia els braços de color rosat, i Apol·lodor a les seves llistes de nereides. El seu nom volia dir: la nereida que coneix els cavalls, és a dir, les onades.